# Mauri Sérgio
Mauri Sérgio Moura de Oliveira (Xapuri, 15 de setembro de 1954) é um servidor público e político brasileiro filiado ao Movimento Democrático Brasileiro (MDB) que foi prefeito de Rio Branco.

## Dados biográficos
Filho de Sílvio Antonio Araújo de Oliveira e Maria Iris de Moura Oliveira. Filiado sucessivamente ao MDB e PMDB foi eleito vereador de Rio Branco em 1982 e deputado estadual em 1986 licenciando-se do mandato para assumir a Secretaria de Administração no governo Flaviano Melo sendo eleito deputado federal em 1990 e 1994 e como parlamentar votou a favor do impeachment de Fernando Collor em 1992.
Eleito prefeito de Rio Branco em 1996 abdicou ao mandato parlamentar em favor de Regina Lino e antes da posse teve que lidar com a decisão do vice-prefeito Chicão Brígido que renunciou ao cargo a fim de permanecer como deputado federal, porém o mesmo foi Secretário Especial de Representação Política e Cidadania entre maio e agosto de 1997 o que permitiu a convocação de Adelaide Neri. Mesmo com direito à reeleição preferiu apoiar a candidatura vitoriosa de Flaviano Melo no ano 2000. Após o término do mandato Mauri Sérgio disputou, sem sucesso, mandatos de deputado federal, vereador e deputado estadual.